# Крајпуташ Крсти Брковићу у Теочину
Крајпуташ Крсти Брковићу у Теочину (Општина Горњи Милановац) налази се поред пута за Равну Гору. Подигнут је поднареднику Крсти Брковићу из Теочина који је погинуо у Српско-бугарском рату 1885. године.

## Опис споменика
Крајпуташ је облику стуба са квадратним испупчењем у врху. Исклесан је од сивог пешчара грубе текстуре, димензија 123х35х28 cm. 
На предњој страни приказана је фигура покојника, сада у потпуности скривена дрвеном оградом иза које се налази. Поднаредник Крста Брковић приказан у неуобичајеном ставу — раширених ногу, са стопалима окренутим удесно. Уз леву ногу држи сабљу, а у десној руци двоглед, чиме је наглашен његов чин и положај у војној хијерархији.
Споменик је богато декорисан. Поља са натписима надсвођена су профилисаним луковима, а декорација сачињена од повезаних крстова изведена у високом рељефу. При врху је оперважен пажљиво исклесаним орнаментом у виду гајтанских „петљица” — мотивом преузетим са народне ношње.
При дну, на све четири стране стуба, уклесан је потпис каменоресца Јосифа Симића Теочинца, пореклом из овог села.
Споменик је у лошем стању. Прекривен је маховином и лишајем, а површина сипког камена љуспа се и отпада у комадима.

## Епитаф
Епитаф уклесан са три стране споменика, оштећен је у знатној мери:
ОВАЈ
СПОМЕН
ПОКАЗУЈЕ
ВОЈНИКА
4 ЧЕТЕ
2 БАТ. ПУКА
РЕЗЕР.
НАР. 2
ПОДНАРЕД
НИК ИЗ
КРСТА
БРКОВИЋ
ИЗ ТЕОЧИНА
ПОГИНУ
31 Г. А ПОГ
ИБЕ НА ВР
БАЧИ 8. НО
ВЕМБРА 1885.
10/АВГУС/ТА
Z/1888
ИЗРАДИ
ЈОСИФ
СИМИЋ
ТЕОЧИНАЦ